# Lousã (freguesia)
A Freguesia da Lousã foi uma freguesia portuguesa do Município da Lousã a qual tinha 47,10 km² de área e 10 163 habitantes (2011), e, por isso, uma densidade populacional de 215,8 hab./km².

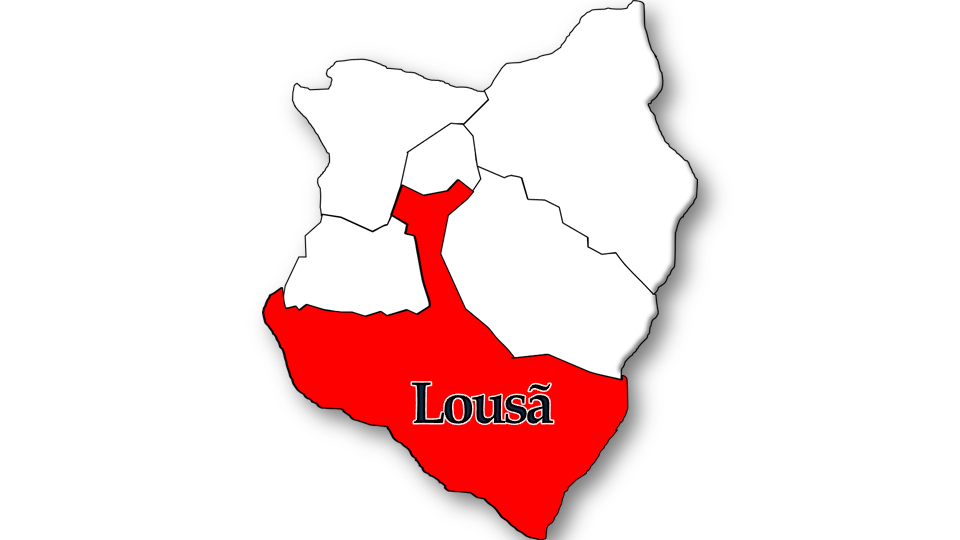
Localização no Município da Lousã

A Freguesia da Lousã foi extinta (agregada) pela reorganização administrativa de 2013, tendo sido agregada à Freguesia de Vilarinho para criar a nova Freguesia de Lousã e Vilarinho.

## População
| População da freguesia de Lousã | População da freguesia de Lousã | População da freguesia de Lousã | População da freguesia de Lousã | População da freguesia de Lousã | População da freguesia de Lousã | População da freguesia de Lousã | População da freguesia de Lousã | População da freguesia de Lousã | População da freguesia de Lousã | População da freguesia de Lousã | População da freguesia de Lousã | População da freguesia de Lousã | População da freguesia de Lousã | População da freguesia de Lousã |
| ------------------------------- | ------------------------------- | ------------------------------- | ------------------------------- | ------------------------------- | ------------------------------- | ------------------------------- | ------------------------------- | ------------------------------- | ------------------------------- | ------------------------------- | ------------------------------- | ------------------------------- | ------------------------------- | ------------------------------- |
| 1864                            | 1878                            | 1890                            | 1900                            | 1911                            | 1920                            | 1930                            | 1940                            | 1950                            | 1960                            | 1970                            | 1981                            | 1991                            | 2001                            | 2011                            |
| 4 533                           | 4 920                           | 5 396                           | 5 771                           | 6 301                           | 5 732                           | 6 995                           | 8 201                           | 8 922                           | 8 191                           | 7 417                           | 7 626                           | 8 321                           | 10 395                          | 10 163                          |

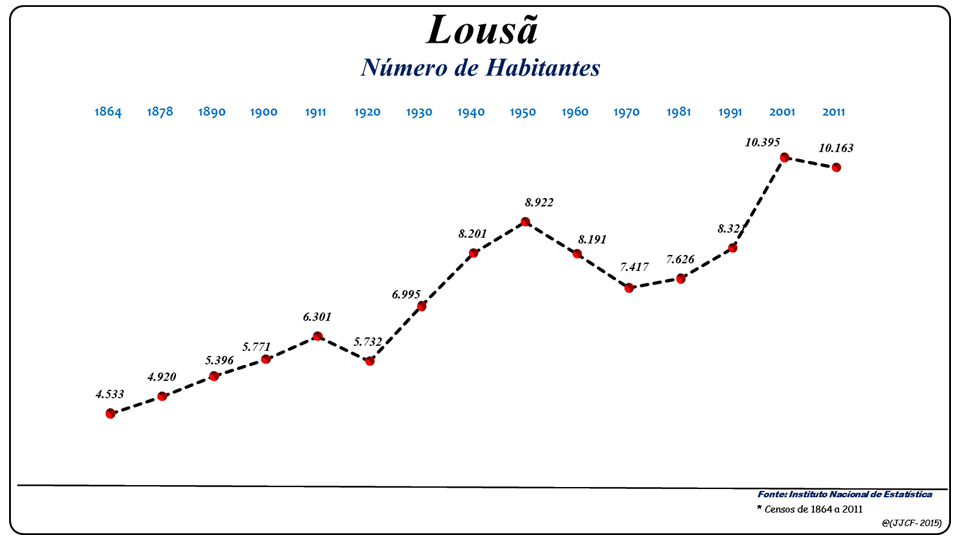
Evolução da População (1864 / 2011)

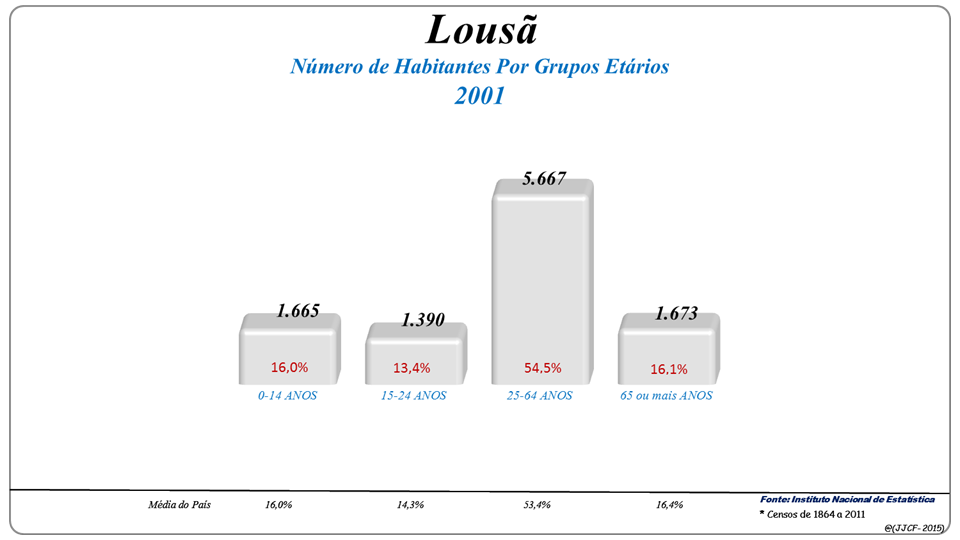
Grupos Etários (2001 e 2011)

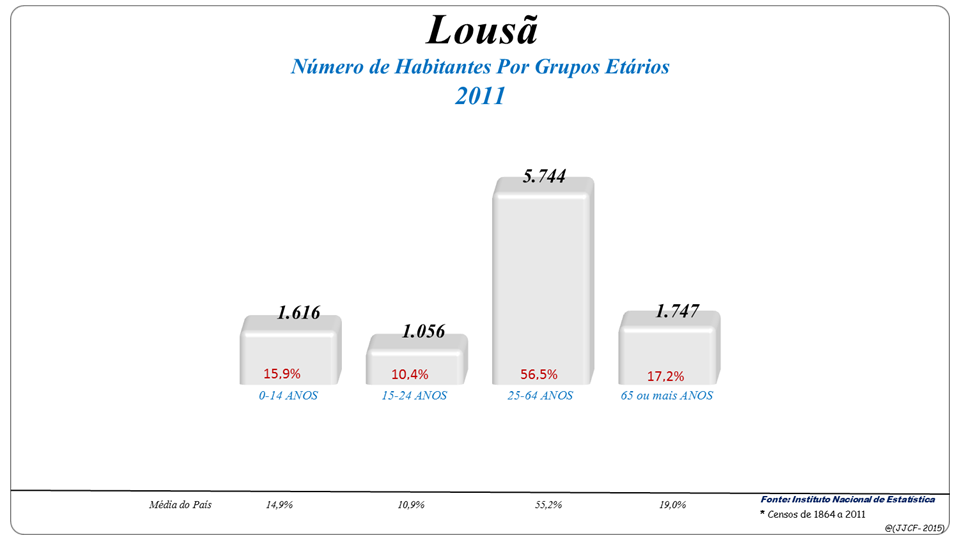
Grupos Etários (2001 e 2011)

Com lugares desta freguesia foi criada em 2001 a freguesia de Gândaras

## Património
- Pelourinho da Lousã
- Castelo da Lousã
- Palácio dos Salazares ou Casa da Viscondessa de Espinhal ou Palácio dos Viscondes do Espinhal
- Casa de Baixo
- Casa de Santa Rita
- Casa do Fundo de Vila
- Capela da Misericórdia da Lousã
- Casa da Rua Nova ou Casa de Cima

## Personagens ilustres
- Senhor da Lousã e Conde da Lousã